# Élections fédérales canadiennes de 1872
L'élection fédérale canadienne de 1872, soit la 2e élection générale depuis la confédération canadienne de 1867, se déroule de 20 juillet au 12 octobre 1872 dans le but d'élire les députés de la 2e législature à la Chambre des communes du Canada. Les conservateurs de John A. Macdonald remportent la victoire face aux libéraux, demeurant ainsi au pouvoir.

## Contexte et présentation
Edward Blake, qui siégeait simultanément à la Chambre des communes et à l'Assemblée législative de l'Ontario, avait démissionné de son poste de premier ministre de l'Ontario afin d'être candidat au fédéral en 1872, les mandats doubles ayant été abolis. Dans l'éventualité d'une victoire libérale, il serait probablement devenu premier ministre du Canada. Le Parti libéral n'a aucun chef officiel jusqu'en 1873 lorsque Alexander Mackenzie reçoit le titre après que Blake l'a refusé, citant sa mauvaise santé. Blake souffre d'ennuis de santé pour une grande partie de la campagne de 1872, et c'est Mackenzie qui dirige essentiellement la campagne des libéraux en Ontario, mais pas hors de cette province.
L'élection de 1872 marque la première fois que les deux nouvelles provinces de Colombie-Britannique et du Manitoba participent à une élection générale. Dans le cas de la Colombie-Britannique, des élections partielles avaient été organisées peu après son entrée dans la confédération pour combler les sièges en 1871 — deux ont été remportées par acclamation (Cariboo et New Westminster), mais les batailles avaient été féroces dans les circonscriptions où il y avait compétition. Des six sièges (dans cinq circonscriptions) deux sont gagnées par acclamation dans l'élection, tandis que dans l'élection partielle cinq des sept membres avaient gagné par acclamation. Le deuxième premier ministre de la Colombie-Britannique, Amor De Cosmos, est élu aux côtés de l'homme d'affaires Henry Nathan Jr (tous deux libéraux) dans la circonscription à deux députés de Victoria. Les deux étaient les députés sortants après avoir été acclamés à leurs sièges dans l'élection partielle l'année précédente. De Cosmos remporte deux élections subséquentes avant d'être défait en 1882.

## Résultats

### Pays
|                                |                           |                                                 |                |        |        |        |         |         |          |
| Parti                          | Parti                     | Chef                                            | # de candidats | Sièges | Sièges | Sièges | Voix    | Voix    | Voix     |
| Parti                          | Parti                     | Chef                                            | # de candidats | 1867   | Élus   | Diff.  | #       | %       | Diff.    |
|                                | Conservateur              | Sir John A. Macdonald                           | 92             | 71     | 63     | -8     | 82 024  | 25,76 % | +2,31 %  |
|                                | Libéral-conservateur      | Sir John A. Macdonald                           | 48             | 29     | 36     | +7     | 41 076  | 12,90 % | +1,82 %  |
|                                | Libéral                   | Edward Blake Alexander Mackenzie Antoine Dorion | 111            | 62     | 95     | +33    | 110 556 | 34,72 % | +12,05 % |
|                                | Indépendant               | Indépendant                                     | 4              | -      | 1      |        | 5 213   | 1,64 %  | +1,25 %  |
|                                | Conservateur indépendant  | Conservateur indépendant                        | 3              | -      | 2      |        | 2 220   | 0,70 %  | +0,70 %  |
|                                | Libéral indépendant       | Libéral indépendant                             | 4              | -      | 2      |        | 5 232   | 1,64 %  | +0,98 %  |
|                                | Conservateur-travailliste |                                                 | 1              | -      | 1      |        | 1 422   | 0,45 %  | +0,45 %  |
|                                | Inconnu                   | Inconnu                                         | 104            | -      | -      | -      | 70 704  | 22,20 % | -11,64 % |
| Total                          | Total                     | Total                                           | 367            | 180    | 200    | +20    | 320 037 | 100 %   |          |
| Source : http://www.parl.gc.ca |                           |                                                 |                |        |        |        |         |         |          |

Acclamations :

Les députés suivants sont élus sans opposition :
- Colombie-Britannique : 3 libéral-conservateurs
- Manitoba : 1 libéral-conservateur
- Ontario : 3 conservateurs, 3 libéral-conservateurs, 10 libéraux
- Québec : 9 conservateurs, 5 libéral-conservateurs, 5 libéraux
- Nouveau-Brunswick : 6 libéraux
- Nouvelle-Écosse : 1 conservateur, 4 libéral-conservateurs, 2 libéraux

### Par province
| Parti        | Parti                     | Parti        | C-B  | Manitoba | Ontario | Québec | N-B  | N-É  | Total |
| ------------ | ------------------------- | ------------ | ---- | -------- | ------- | ------ | ---- | ---- | ----- |
|              | Conservateur              | Sièges       | 1    | 1        | 26      | 26     | 2    | 7    | 63    |
|              | Conservateur              | Voix         | 4,5  | 29,7     | 25,9    | 31,5   | 8,4  | 23,5 | 25,8  |
|              | Libéral-conservateur      | Sièges       | 3    | 1        | 12      | 11     | 3    | 6    | 36    |
|              | Libéral-conservateur      | Voix         |      |          | 11,9    | 10,5   | 17,8 | 19,8 | 12,9  |
|              | Libéral                   | Sièges       | 2    | 1        | 48      | 27     | 9    | 8    | 95    |
|              | Libéral                   | Voix         | 83,7 | 35,6     | 35,3    | 32,6   | 46,8 | 28,1 | 34,7  |
|              | Conservateur-travailliste | Sièges       |      |          | 1       |        |      |      | 1     |
|              | Conservateur-travailliste | Voix         |      |          | 0,9     |        |      |      | 0,4   |
|              | Inconnu                   | Sièges       | -    | -        | -       | -      | -    | -    | -     |
|              | Inconnu                   | Voix         | 11,8 | 14,9     | 23,4    | 21,5   | 26,9 | 16,4 | 22,2  |
|              | Indépendant               | Sièges       |      |          | -       | -      | 1    | -    | 1     |
|              | Indépendant               | Voix         |      |          | 0,8     | 1,7    |      | 6,1  | 1,6   |
|              | Libéral indépendant       | Sièges       |      |          | 1       |        | 1    |      | 2     |
|              | Libéral indépendant       | Voix         |      |          | 1,7     |        |      | 6,1  | 1,6   |
|              | Conservateur indépendant  | Sièges       |      | 1        |         | 1      |      |      | 2     |
|              | Conservateur indépendant  | Voix         |      | 19,8     |         | 2,2    |      |      | 0,7   |
| Total sièges | Total sièges              | Total sièges | 6    | 4        | 88      | 65     | 16   | 21   | 200   |